# قلعه کلدیتز

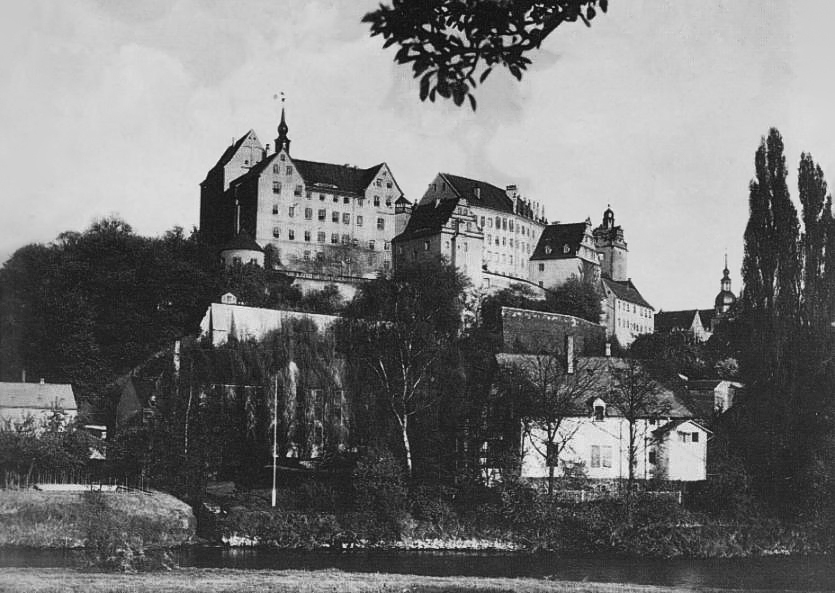
عکسی از قلعه کلدیتز که در سال ۱۹۴۵ توسط یک سرباز آمریکایی گرفته شده است

قلعه کلدیتز (به انگلیسی: Colditz Castle) یک قلعهٔ دوران رنسانس در شهر کلدیتز در استان زاکسن آلمان است. از این قلعه بیش از صد سال به عنوان خانهٔ کار برای فقرا و تیمارستان استفاده می‌شده است. در دوران جنگ جهانی دوم از این قلعه برای نگهداری زندانیان «اصلاح ناپذیر» متفقین که بارها از زندان‌های دیگر فرار می‌کردند استفاده می‌شد.